# 原神星族
原神星族是半长轴在3.27至3.7天文单位之间，轨道离心率小于0.3，轨道倾角小于25°的一类小行星的总称。第65号小行星原神星是该族小行星的代表星，这组小行星被认为是在很久之前由一个大天体解体产生。
比较知名的原神星族小行星包括原神星、舒女星、林神星、驶神星、赫女星、小行星566和小行星790等。